# Дембець (Лодзинське воєводство)
Дембець (пол. Dębiec) — село в Польщі, у гміні Острувек Велюнського повіту Лодзинського воєводства.
Населення — 125 осіб (2011).
У 1975-1998 роках село належало до Серадзького воєводства.

## Демографія
Демографічна структура станом на 31 березня 2011 року:
|          | Загалом | Допрацездатний вік | Працездатний вік | Постпрацездатний вік |
| -------- | ------- | ------------------ | ---------------- | -------------------- |
| Чоловіки | 59      | 17                 | 39               | 3                    |
| Жінки    | 66      | 8                  | 39               | 19                   |
| Разом    | 125     | 25                 | 78               | 22                   |